# Tony Garea
Anthony Gareljich (né le 20 septembre 1946 à Auckland) est un catcheur (lutteur professionnel) néo zélandais. Il est connu pour son travail à la World Wide Wrestling Federation/World Wrestling Federation où il remporte à cinq reprises le championnat du monde par équipe avec Haystacks Calhoun, Dean Ho, Larry Zbyszko ainsi qu'avec Rick Martel avec qui il remporte le titre à deux reprises.